# 坪川孝志
坪川 孝志（つぼかわ たかし、1930年3月4日 - 2010年8月26日）は、日本の脳神経外科医。日本大学医学部教授を歴任。

## 略歴
1954年3月、日本大学医学部を首席で卒業する。
卒業後より、金沢大学にて研究活動を進める。
1960年、金沢大学より医学博士の学位を取得する。
1962年、アメリカ合衆国のイェール大学に留学し、視床下部に関する神経生理学的研究を行う。
1965年、金沢大学の助手となる。1967年、エモリー大学の解剖および脳神経外科のスタッフとなり、大脳基底核や黒質そして視床下核の神経生理学的研究を行う。その後、帰国し、日本大学医学部脳神経外科の専門講師および助教授となる。1982年、日本大学医学部脳神経外科の主任教授となる。1995年3月に、日本大学を退任する。
2009年5月25日、カナダのトロントで行われた世界定位機能神経外科学会で、大脳皮質運動野刺激法の開発という功績を評価され、スピーゲルワイス賞を受賞する。過去14人の受賞者が出ているが、日本人では、坪川孝志を含め、3人である。
2010年8月26日、悪性リンパ腫のため死去。80歳没。

## 業績
坪川式定位脳手術装置の開発
1960年代に、坪川式の定位脳手術装置を開発する。
脳深部刺激療法の応用
1979年に、難治性疼痛患者に実践する。後に、遷延性意識障害の患者に、応用されることとなる。
大脳皮質運動野刺激法の開発
難治性の脳卒中後疼痛を患っている患者への治療法として、1990年代に開発する。大脳の運動野の硬膜に、直径5mmの電極を置き、胸に刺激装置を埋め込み、痛みを感じたときに、患者が手元のスイッチを操作し、25Hzヘルツの電流を約30分間4V以下の電圧で流すというものである。それまでの治療では困難といわれた視床痛などの脳卒中後疼痛の半数に、効果が表れる。後に、パーキンソン病治療にも、応用される。この功績により、2009年に、スピーゲルワイス賞を受賞することとなる。